# Charlène Favier
Charlène Favier (Lió, 1985) és una guionista, productora i directora cinematogràfica francesa.

## Biografia
Charlène Favier va començar la seva carrera com a guionista i realitzadora de curtmetratges. L'any 2018, va realitzar el curtmetratge Odol Gorri amb l'actriu Noée Abita. El film va ser premiat en diferents festivals. A més, el projecte va ser seleccionat en el Premi Unifrance Cannes 2019 i en el César de curtmetratges de 2020.
L'any 2020, Charlène Favier va presentar el seu primer llargmetratge Slalom, seleccionat en la competició oficial del Festival de Cannes 2020. Va tornar a treballar amb l'actriu Noée Abita, i va comptar amb la notable actuació de l'actor belga Jérémie Renier. La producció es basa en una experiència viscuda, per tal d'abordar amb subtilitat l'assetjament moral i les agressions sexuals en el món de l'esport.
Charlène Favier és representada per l'agència artística Time Art.

## Filmografia

### Curtmetratges
- 2012 : Free Fall
- 2015 : Omessa
- 2018 : Odol Gorri

### Llargmetratges
- 2020 : Slalom[12]
- 2021 : Oxana

### Documentals
- 2010 : Is Everything Possible, Darling?